# Le comte Yoster a bien l'honneur
 (février 2023).
Si vous disposez d'ouvrages ou d'articles de référence ou si vous connaissez des sites web de qualité traitant du thème abordé ici, merci de compléter l'article en donnant les références utiles à sa vérifiabilité et en les liant à la section « Notes et références ».
Le comte Yoster a bien l'honneur (Graf Yoster gibt sich die Ehre) est une série télévisée franco-ouest-allemande en 62 épisodes de 25 minutes, en noir et blanc puis en couleur, réalisée par Michael Braun, diffusée à partir du 15 septembre 1967 sur le réseau ARD.
En France, la série a été diffusée à partir du 1er juillet 1969 sur la première chaîne de l'ORTF, et au Québec à partir du 9 septembre 1972 à la Télévision de Radio-Canada.

## Synopsis
Cette série met en scène le comte Yoster, un aristocrate allemand et romancier qui se déplace uniquement dans une antique Rolls-Royce et résout des énigmes policières avec l'aide de son chauffeur et de sa nièce Charlotte.

## Distribution
- Lukas Ammann (de) (VF : Jean Berger) : le comte Yoster
- Wolfgang Völz : Johann, le chauffeur
- Béatrice Romand : Charlotte (saison 4)

## Épisodes

### Première saison (1967-1968)
1. L'art et la manière (Die Kunst und wie man sie macht)
2. Les mémoires d'un gangster (Gangstermemoiren)
3. Noblesse oblige (Fair Play, Herr Marquis)
4. Aurora (Brandung in Rot)
5. Bons comptes et bons ennemis (Zwischen zwei Fronten)
6. S'il vous plait Madame Odalie (Madame läßt bitten)
7. Trompette blues (Traumland Blues)
8. Trépans et roulettes (Cosmos Oil 128 bezahlt)
9. Esprits et magots (Du kommst in so fragwürdiger Gestalt)
10. Des orchidées pour Majella (Orchideen für Majella)
11. Johann and co (Wie macht man einen Krimi?)
12. Édition de lucre (Straße nach unten)
13. Les Bons Comtes (Adel hat's leichter)

### Deuxième saison (1968)
1. Pressons la monnaie (Blütenträume)
2. Curieuses coïncidences (Nachts zwischen zwei und drei)
3. Scènes d'ex-ménage (Hinter den Kulissen)
4. Rien ne va plus (Rien ne va plus)
5. L’Éléphant d'or (Der goldene Elefant)
6. Pierres de toutes tailles (Marmor und Diamanten)
7. Cherche compagnon d'assurance (Auf Gegenseitigkeit)
8. Histoire de perroquet (Die letzte Expertise)
9. Mon vieux camarade Marwitz (Der Retter)
10. Big Bull voulait avoir l'honneur (Big Bulls Ende)
11. Jamais si bien servi (Fiat Justitia)

### Troisième saison (1969-1970)
1. Titre français inconnu (Ein brillanter Plan)
2. Titre français inconnu (Strahlendes Wasser)
3. Titre français inconnu (Das Floß an der Wand)
4. Mobiles (Motive)
5. Plongées et Grenouillages (Fast ein Kollege)
6. Titre français inconnu (Computer-Ballade)
7. Titre français inconnu (Die Erbschaft)
8. Titre français inconnu (Die Ritter vom Schlüssel)
9. Titre français inconnu (Castor und Pollux)
10. Titre français inconnu (Hoheit sind zu giftig)
11. Titre français inconnu (In London weiß der Nebel mehr als wir)
12. Titre français inconnu (Nautische Künste)

### Quatrième saison (1974)
1. L’Épreuve du feu (Die Feuerprobe)
2. Un petit détail (Der Schein trügt)
3. Spéculation (Mit fremden Pfunden)
4. Lettres de l'au-delà (Briefe aus dem Dunkel)
5. Une odeur d'ammoniaque (Ein Hauch von Ammoniak)
6. A trop prouver (Zu viele Geständnisse)
7. Serviteur de deux maîtres (Zweier Herren Diener)
8. Jeu avec la Mort (Das Spiel mit dem Tode)
9. Piège pour armateur (Vier Herren spielen Poker)
10. Les Intrus (Ungebetene Gäste)
11. La Cage aux Perroquets (Der Papageienkäfig)
12. Un trésor particulier (Ein besonderer Schatz)
13. Trop d'ambition (Zu hoch hinaus...)
14. La Troisième Prophétie (Das dritte zweite Gesicht)

### Cinquième saison (1976-1977)
1. Titre français inconnu (Der Ton macht die Musik)
2. Titre français inconnu (Undank ist der Welt Lohn)
3. Titre français inconnu (Ein Mann mit vielen Feinden)
4. Titre français inconnu (Ein gefundenes Fressen)
5. Titre français inconnu (Goldschatz gesucht)
6. Titre français inconnu (Johann hier und Johann da)
7. Titre français inconnu (Müßiggang ist aller Listen Anfang)
8. Titre français inconnu (Ein Maler und sein falsches Bild)
9. Titre français inconnu (Zubaidas Traum)
10. Titre français inconnu (Zubaidas Wirklichkeit)
11. Titre français inconnu (Ein Schloß in Österreich)
12. Titre français inconnu (Es gibt mehr Dinge)